# Růžový trikot

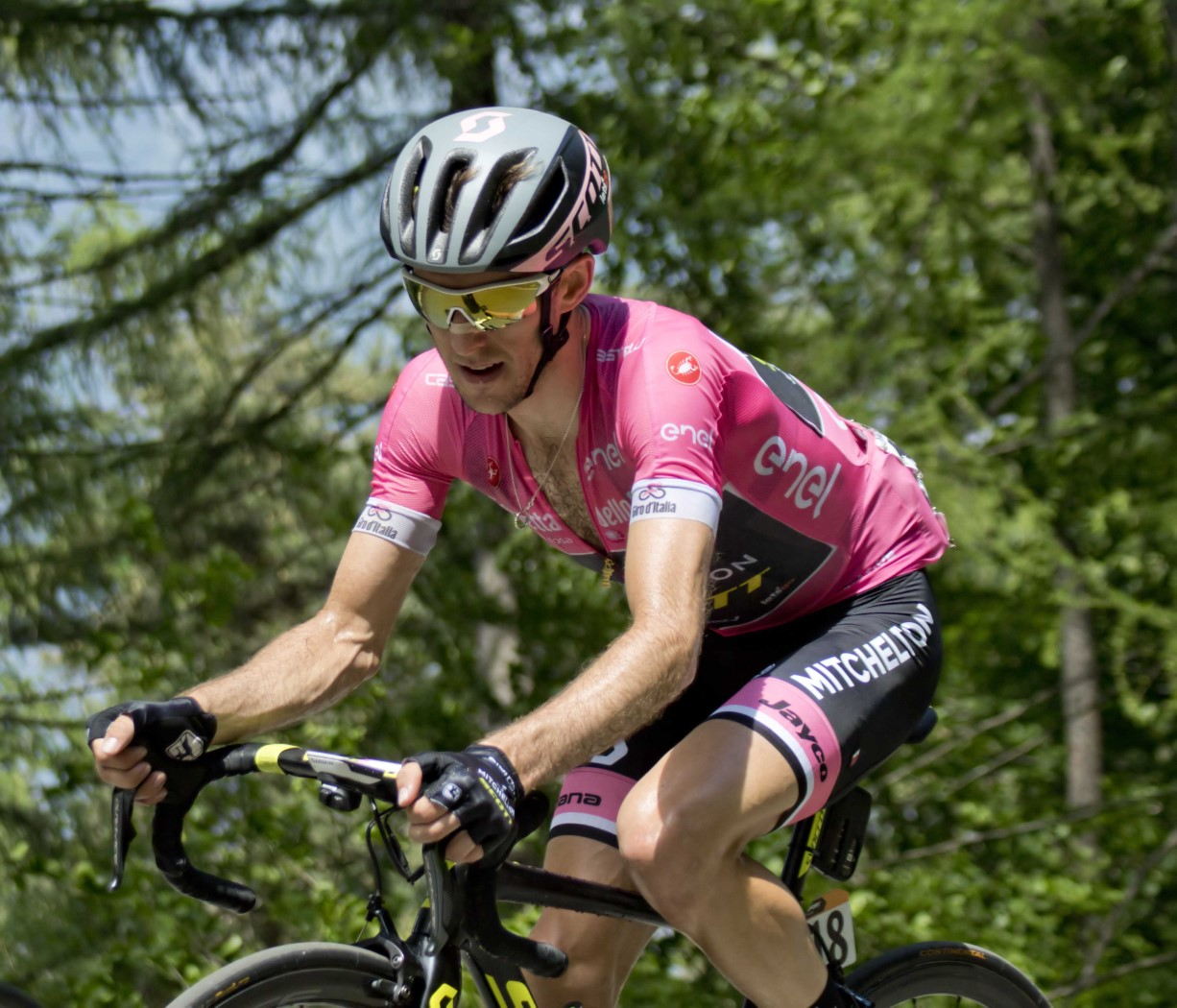
Cyklista Simon Yates v růžovém trikotu pro vedoucího závodníka Giro d’Italia.

Růžový trikot (maglia rosa) je označení pro sportovní dres v růžové barvě, který má právo nosit vedoucí závodník průběžné klasifikace cyklistického závodu Giro d’Italia.
Od roku 1931 je průběžný lídr celkové klasifikace identifikován růžovým dresem (italsky: maglia rosa [ˈmaʎʎa ˈrɔːza]). Před tímto rokem a od vytvoření závodu nebyla použita žádná barva k rozlišení vítěze na vrcholu klasifikace. Prvním jezdcem, který nosil maglia rosa, byl Learco Guerra po první etapě Giro d'Italia v roce 1931. První dres byl celý růžový a vyrobený z vlny. Mělo rolovací límec a přední kapsy. Vzhledem k tomu, že Itálie byla pod vládou fašistické strany, na košili byl našitý šedý štít, tedy symbol strany. Tento původní dres a mnohé z prvních růžových dresů navrhl Vittore Gianni, který vytvořil dresy pro AC Milán a Juventus. Castelli vyráběl růžové dresy od roku 1981 do roku 1992, kdy je naposledy nosil Miguel Indurain. V roce 2018 odstoupili od čtyř smlouvy, že budou sponzorem, pokud dres znovu bude mít. Od roku 2000 se růžový dres mezi lety změnil z výhradně plné růžové, jako v roce 2006 byl na dresu vzor kola v tmavším odstínu růžové. Na oslavu Giro d'Italia 2009, které bylo u příležitosti 100. výročí zahájení závodu v roce 1909, měl dres postranní panely zobrazující italské barvy zelené, bílé a červené a byl navržen značkou Dolce a Gabbana. Mezi další designéry, kteří navrhli maglia rosa, patří Paul Smith a Fergus Niland, z nichž poslední jmenovaný vytvořil u všech klasifikačních dresů vzor trojlístku, zatímco závod v roce 2014 závodil po celém Irsku.
V prvních ročnících Giro d'Italia se pro výpočet celkové klasifikace používal bodový systém, ale od roku 1914 se používá systém času. Všechny výsledky etap se sčítají, přičemž se berou v úvahu časové bonusy za horské prémie, sprinty a časové penalizace za porušení pravidel.
Růžová barva byla vybrána, protože La Gazzetta dello Sport, sportovní noviny, které vytvořily Giro, byly vytištěny na růžovém papíře. Pro srovnání, lídr celkové klasifikace Tour de France je oceněn žlutým trikotem, který původně koresponduje se žlutým novinovým papírem L'Auto, novin, které Tour de France vytvořily.